# Старий Кічкіняш
Старий Кічкіня́ш (рос. Старый Кичкиняш, башк. Иҫке Кескенәш) — присілок у складі Шаранського району Башкортостану, Росія. Входить до складу Старотумбагушевської сільської ради.
Населення — 103 особи (2010; 128 у 2002).
Національний склад:
- марійці — 97 %